# 山田眞平
山田 眞平（やまだ しんぺい、1943年 - ）は、日本の分子細胞生理学者。元静岡大学理学部生物科学科教授。

## 研究概要
新型酵素プロテアソームの分子生理学的研究を専門とする。主要研究テーマは、亜鉛など金属イオンのプロテアソーム活性への影響、超音波のプロテアソーム活性への影響、酵母及び哺乳類におけるプロテアソームの細胞性免疫への係わり、プロテアソーム変異体酵母の自然復帰株におけるプロテアソーム活性の酵素学的解析。
注目すべきテーマとして超音波の研究があげられる。超音波が酵素の活性に影響を与えるという知見は他では得られておらず、非常にオリジナリティが高い研究だったといえる。また、1990年代後半において、プロテアソームの新しい基質分解モデルを提唱し学会発表を行った。2000年ごろから高等動植物を用いた生化学的な解析から、酵母を用いた分子生物学的・生化学的な解析に研究の中心をシフトさせていた。過去においては、骨格筋小胞体Caイオン輸送酵素の反応メカニズム、カエル幼生尾表皮細胞のアポトーシスに関する研究なども行っていた。

## 略歴
- 1970年3月 - 大阪大学大学院理学研究科修士課程修了
- 1972年5月 - 同研究科博士課程中退
- 1973年9月 - 理学博士号取得（大阪大学）
- 1972年6月 - 静岡大学理学部生物学科助手
- 1977年3月 - ハーバード大学医学部留学
- 1983年4月 - 同助教授
- 1998年 - 同生物地球環境科学科教授
- 2004年 - 静岡大学国際交流会館館長
- 2006年4月 - 静岡大学理学部生物科学科教授（改組による）
- 2009年3月 － 静岡大学を定年退職
- 2009年4月－静岡大学（農学部)客員教授